# Campeonato Europeo de Remo de 1902
El X Campeonato Europeo de Remo se celebró en Estrasburgo (Francia) en 1902 bajo la organización de la Federación Internacional de Sociedades de Remo (FISA).
En total se disputaron cinco pruebas diferentes, todas ellas en la categoría masculina.

## Resultados

### Masculino
| Evento                 | Oro | Plata                                                                                     | Bronce                                                                                               |
| ---------------------- | --- | ----------------------------------------------------------------------------------------- | --- |
| Scull individual M1X   | Luigi Gerli Italia | Theodore Conrades · Bélgica                                                               | G. Bornet Alsacia y Lorena                                                                           |
| Doble scull M2X        | Daniël Clarembaux · Georges Licot · Bélgica | Robert d'Heilly Octave Bouttemy Francia                                                   | G. Bornet Charles Hahn Alsacia y Lorena                                                              |
| Dos con timonel M2+    | Marcel Van Crombrugge · Oscar De Somville · Alfred Van Landeghem (t) · Bélgica | Alsacia y Lorena                                                                          | Francia                                                                                              |
| Cuatro con timonel M4+ | Gaston Tellier Lucien Henry Albert Henry Louis Beauchamps Belfort (t) Francia | Paolo Diana Giuseppe Nacci Gaetano Caccavallo Vittorio Narducci Clemente Sbisà (t) Italia | Marcel Van Crombrugge · Oscar De Somville · Prosper Bruggeman · Gaston Goetgeluck · NC (t) · Bélgica |
| Ocho con timonel M8+   | Marcel Van Crombrugge · Oscar De Somville · Prosper Bruggeman · Gaston Goetgeluck · Georges Demeester · Oscar Taelman · Albert Verdonck · Eugène Picha · Alfred Van Landeghem (t) · Bélgica | Francia                                                                                   | — |

## Medallero
| Núm. | País             | Oro | Plata | Bronce | Total |
| ---- | ---------------- | --- | ----- | ------ | ----- |
| 1    | Bélgica          | 3   | 1     | 1      | 5     |
| 2    | Francia          | 1   | 2     | 1      | 4     |
| 3    | Italia           | 1   | 1     | 0      | 2     |
| 4    | Alsacia y Lorena | 0   | 1     | 2      | 3     |
|      | TOTAL            | 5   | 5     | 4      | 14    |